# Києвець

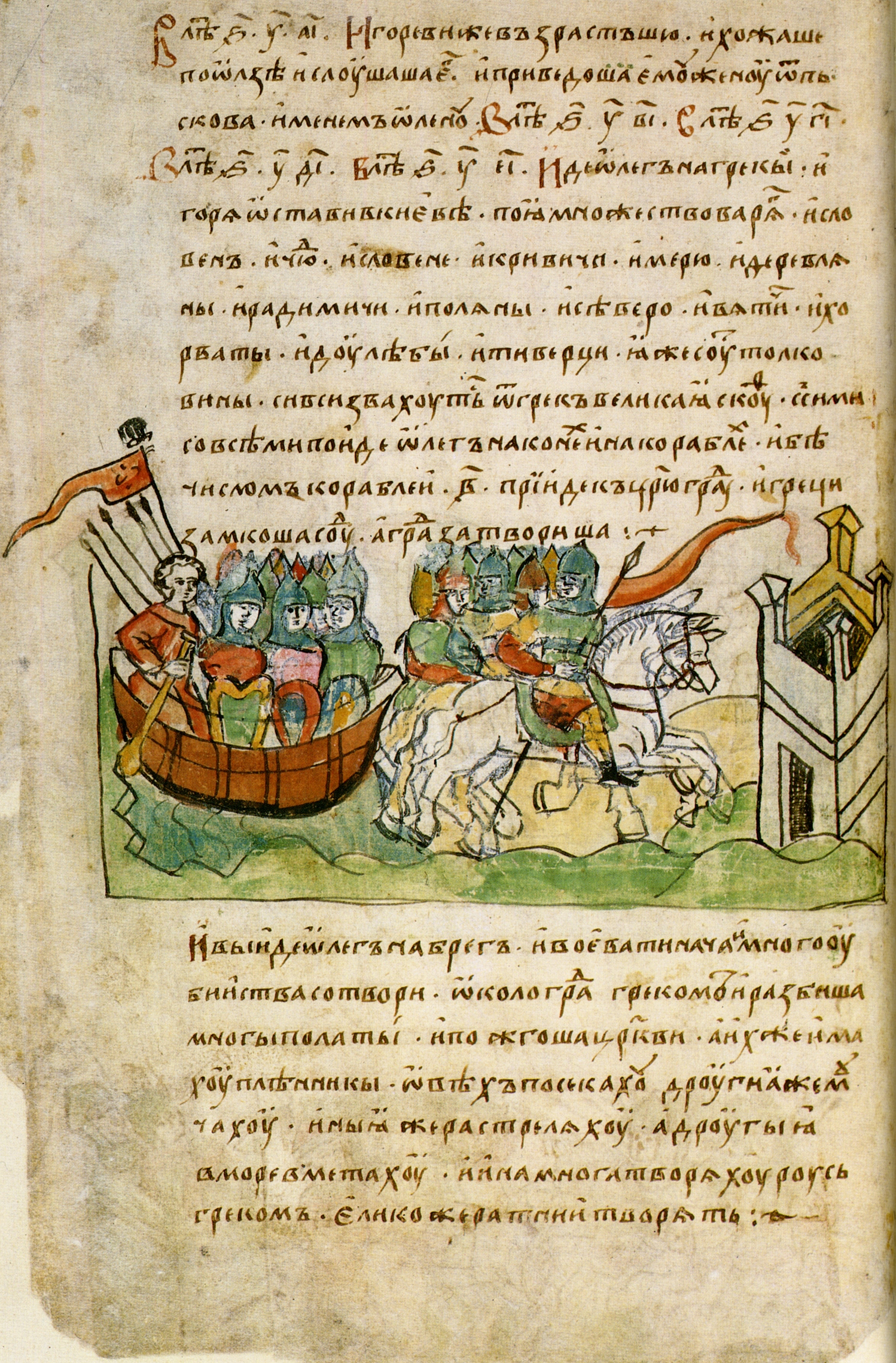
Сторінка Повісті минулих літ з Радзивіллівського літопису XV ст.

Києвець — містечко (або городище) на Дунаї, яке, ймовірно, у кінці V століття побудував князь Кий, але не зміг у ньому закріпитися.
Про це пише Нестор Літописець у Повісті временних літ, зазначаючи, що у його час (початок ХІІ ст.) місто ще існувало:
| А сей Кий княжив у роду своєму і ходив до цесаря. Не знаємо, [щоправда, до якого], а тільки про те відаємо, що велику честь, як ото розказують, прийняв він од [того] цесаря,— котрого я не знаю, [як не знаю] і при котрім він цесарі приходив [туди]. А коли він вертався назад, [то] прийшов до Дунаю і вподобав місце, і поставив городок невеликий, і хотів [тут] осісти з родом своїм. Та не дали йому ті, що жили поблизу. Так що й донині називають дунайці городище те — Києвець…[2] |

## Наукові дослідження

### Питання місця розташування
Російський військовий історик і публіцист Іван Ліпранді у своїй праці «Роздуми про древні міста Кеве і Києвці» (рос. Рассуждения о древних городах Кеве и Киевце) (журнал «Син Вітчизни», 1831 р., т. XXI), пропонує версію, що Києвець — більш давня назва укріпленого міста Кеве (Kevee), про яке оповідає угорський літописець Анонім нотаріус і яке знаходилося поблизу Оршова, мабуть, на тому місці, де нині сербське місто Кладово (у болгар Гладова, у турків Фетіслам). Також Ліпранді звертає увагу на ту обставину, що, згідно повідомлення Нестора, Кий побудував Києвець по дорозі на Дунай, отже, можливо, і не на самому Дунаї, і вказує на селища Кийово і Ковілово, розташовані верст за 30 від гирла Тимока.
У XX столітті радянський історик Володимир Пашуто прийшов до аналогічних висновків.

### Питання часу заснування
Враховуючи послідовність викладу історії у Повісті временних літ — сюжет про князя Кия і про заснування Києва розміщений безпосередньо перед розповіддю про напад на Дунай тюрко-болгар та аварів, а це 480—490-ті роки — російський історик Борис Рибаков пропонує описані події датувати періодом правління імператора Зенона(476—491) або Анастасія(491—518). Відповідно, Кий міг зустрічатися з кимось з них.

## Список сучасних населених пунктів з тотожною або схожою назвою
- Києвець — невелике село в Мінській області Білорусі.
- Київець
- Кійов (значення)
- Київці (значення)
- Києво (значення)